# 北九州学術研究都市

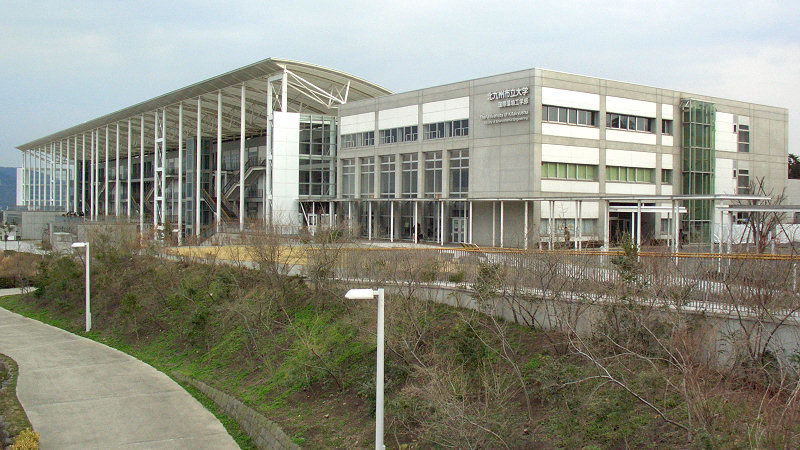
北九州市立大学国際環境工学部棟

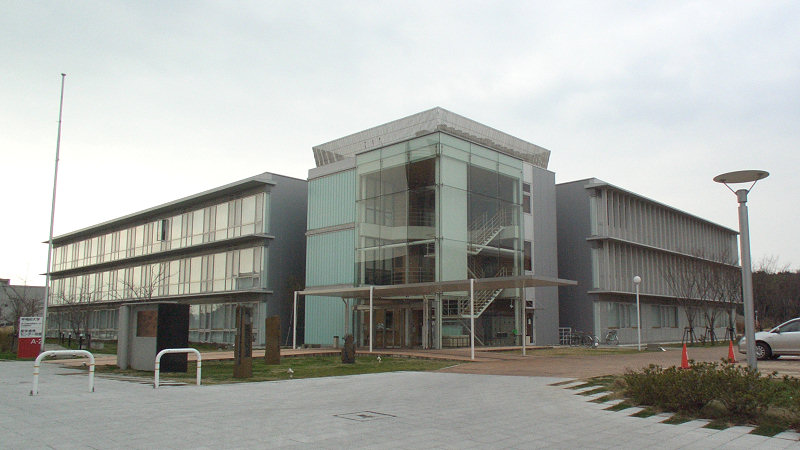
早稲田大学情報生産システム研究センター棟

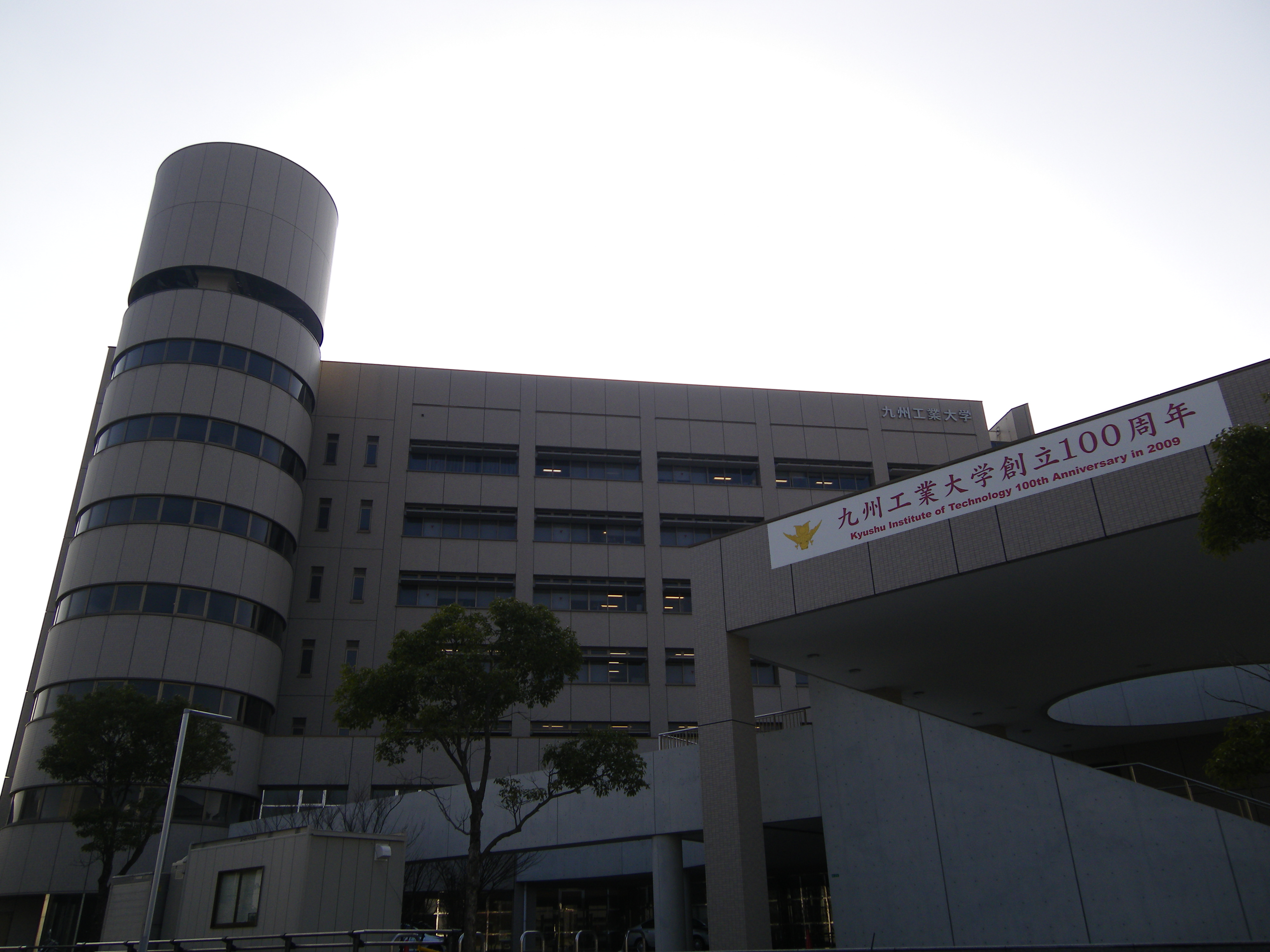
九州工業大学 大学院生命体工学研究科棟

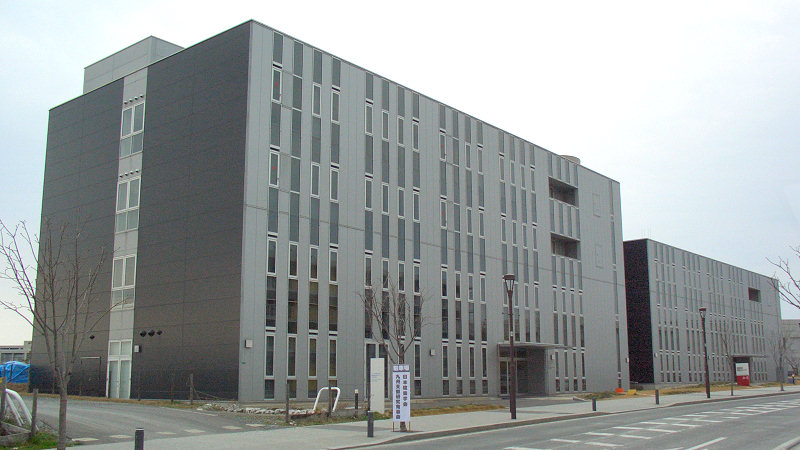
情報技術高度化センター

北九州学術研究都市（きたきゅうしゅうがくじゅつけんきゅうとし、Kitakyushu Science and Research Park）は、福岡県北九州市の若松区西部にある、高等教育機関や研究所が集まる都市。発展が期待されるアジア諸国に近い地理的な条件を生かし、産官学一体となって、先端科学技術に関する教育・研究機関の集積をおこない、アジアの中核的学術拠点を目指している。九州最大の工業地帯である北九州工業地帯に位置する。

北九州学術研究都市では、北九州学術研究都市連携大学院という取り組みが行われている。世界全体で起きている自動車の電子化についての競争に対応すべく、連携大学院にカーエレクトロニクスコースを設けている。北九州学術研究都市では、早稲田大学大学院情報生産システム研究科、北九州市立大学国際環境工学部・大学院国際環境工学研究科、九州工業大学大学院生命体工学研究科、九州歯科大学、産業医科大学、英国クランフィールド大学、安川電機などが連携している。
北九州学術研究都市の専攻である脳情報専攻の21世紀COEプログラム「生物とロボットが織りなす脳情報工学の世界」(拠点リーダー・山川烈)は中間評価でＡ評価を受けている。

若松区・八幡西区にまたがる約335haを都市機構が区画整理事業により整備をおこない、大学・研究施設のみでなく、計画人口約3,500人の住宅地および商業地の整備を一体的に進めている。

## 北九州学術研究都市整備構想
- 先端科学技術の教育研究拠点
- 国内国外を問わない理工系大学や研究機関の集積
- 高度情報基盤と産業基盤の整備
- 大学と企業との共同研究などの産学連携の促進
- 共同研究支援のための研究開発助成
- SoC設計拠点の形成
- 知的クラスター創成事業の推進

## 地理

### 住所
- 若松区ひびきの、ひびきの北、ひびきの南、小敷ひびきの、塩屋、大字塩屋、大字小敷
- 八幡西区本城学研台、大字浅川

### 面積
- 面積 約335ha
  - 第1期事業（121.4ha）　若松区（ひびきの、ひびきの北、ひびきの南、小敷ひびきの、塩屋）、八幡西区（本城学研台）　
  - 第2期事業（135.5ha）　若松区（大字塩屋、大字小敷の一部）　
  - 第3期事業（67.9ha）　若松区（大字小敷の一部）、八幡西区（大字浅川の一部）　
  - 河川事業（約10ha）

## 研究都市整備
- 整備スケジュール
  - 1995年（平成7年）4月 - 第1期事業　都市計画決定
  - 1996年（平成8年）2月 - 第1期事業　事業着手
  - 2002年（平成14年）4月 - 第2期事業　事業着手
  - 2006年（平成18年） - 第1期事業　事業完了
  - 2014年（平成26年） -  第2期事業　完了予定
  - 第3期事業は整備時期検討中

## 進出機関

### 大学
国立大学法人
- 九州工業大学大学院生命体工学研究科

公立大学法人
- 北九州市立大学国際環境工学部、大学院国際環境工学研究科

学校法人
- 早稲田大学大学院情報生産システム研究科（IPS）
- 福岡大学大学院工学研究科資源循環・環境工学専攻

### 研究機関
- （財）福岡県リサイクル総合研究事業化センター
- （財）九州ヒューマンメディア創造センター 北九州ITオープンラボ
- 早稲田大学 情報生産システム研究センター（IPSRC）
- 九州工業大学 ヒューマンライフIT開発センター
- 九州工業大学 JAHNG研究室&健康資源マネジメント研究会
- 広島工業大学 IC設計・プロセス工学教育研究センター
- 北九州市立大学国際環境工学部 アクア研究センター
- 福岡大学 産学官連携センター北九州産学連携推進室
- 熊本県立大学 有薗研究室ひびきの分室
- クランフィールド大学 北九州キャンパス
- 清華大学コンピューター科学技術学部 北九州研究室
- 上海交通大学 北九州研究室
- フィレンツェ大学 国際プラントニューロバイオロジー研究所 北九州研究室

### 企業
産学連携センター
- 石田特許事務所
- インフォグラム 北九州支社
- ルネサスマイクロシステム
- 九州エレクトロニクスシステム
- 共栄環境開発
- バイテックシステムエンジニアリング 北九州事務所
- ビー
- フュージョンテック・ジャパン
- ワールドフュージョン
- パートナー　北九州システム試作・研究センター
- リキッド・デザイン・システムズ 北九州市デザインセンター

共同研究開発センター
- アーズ 北九州ソリューションセンター
- K2R
- コンピュータエンジニアリング
- シキノハイテック 九州事業所
- セキュリティ情報研究所 北九州開発センター

情報技術高度化センター
- ガイア・システム・ソリューション 北九州開発センター
- シリコンアーティストテクノロジー 北九州テクニカルセンター
- シンフォニック
- ジーダット・イノベーション
- ゼネテック 九州開発センター
- 大日本印刷 DNPひびきの研究センター
- ディー・クルー・テクノロジーズ 北九州本社
- 戸田テクノロジーサービス 北九州デザインセンター
- 日出ハイテック 北九州出張所
- リアルビジョン北九州

事業化支援センター
- アドウェルズ
- アーネット 北九州開発センター
- エーシーテクノロジーズ北九州
- NS Core
- OHG研究所
- キットヒット
- ザイリンクス
- シスウエーブ ひびきのテクニカルセンター
- シンテック STひびきの開発研究室
- ジェム・デザイン・テクノロジーズ
- ジオクラスター
- 実研開発
- STEM バイオメソッド
- デンケン 電子デバイス事業部
- 東芝情報システム LSI研究センター
- Napa Jenomics 北九州事業所
- 長瀬産業 半導体実装開発センター
- 博通テクノロジー 北九州事業所
- ヴィレリア
- ヒロコン 九州研究開発センター
- ブラテック
- ベセル
- ミックステクノロジーズ
- ロジカルプロダクト
- RoboPlusひびきの

技術開発交流センター
- アドバンテスト九州システムズ
- イーシーエス 北九州ラボ
- エリア 北九州ラボラトリー
- 新日本無線 北九州デザインセンター
- スマート・エンジニア
- 吉川工業

学術情報センター
- AIR STATION HIBIKI

学術情報センターに本社・演奏所を置いている。2009年開局時は屋上に送信所も置いていたが、その後北九州市八幡西区大字鳴水に移転した。

## イベント・祭
- 産学連携フェア - 毎年10月下旬、大学や企業による展示ブース等の設置、セミナー・講演などが行なわれる。
- 北九州学術研究都市「ひびきの祭」 - 毎年11月上旬に北九州市立大学の大学祭などと同時に開催される。